# BS-TBS

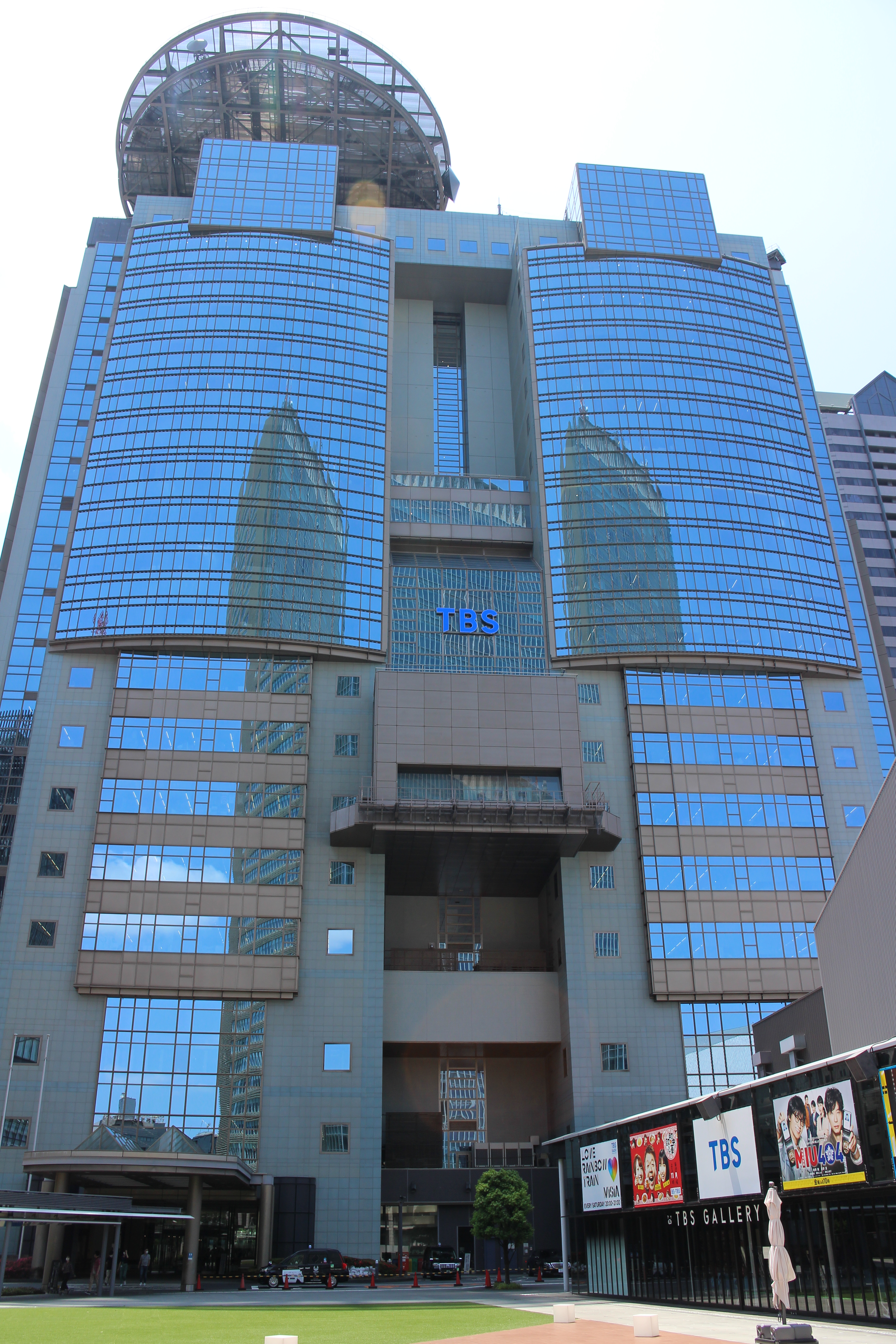
Sede de BS-TBS y TBS

BS-TBS, Inc. (株式会社ビーエス・ティービーエス Kabushiki-Gaisha Bīesu-Tībīesu?) es una estación de transmisión por satélite japonesa con sede en Akasaka Gochome, Minato, Tokio. Su nombre de canal es BS-TBS (formalmente, BS-i). Es una estación de televisión miembro de Japan News Network.

## Canales
- Televisión: BS-TBS tiene asignado BS161ch - 163ch.
- Radio: BS-i tenía asignado 461ch, 462ch y se cerró el 30 de septiembre de 2005. - Se ha producido TBS Radio & Communications.
- Datos: BS-TBS tiene asignado BS766ch, BS768ch, pero BS768ch no se está utilizando ahora.

## Historia

Logotipo de 2009 a 2020 de BS-TBS

- Noviembre de 1998 -  funda Japan Digital Communications, Incorporated (株式会社ジャパン・デジタル・コミュニケーションズ Kabushiki-Gaisha Japan Dejitaru Komyunikēshonzu?) .
- Junio de 2000 - JDC pasó a llamarse BS-i, Incorporated (株式会社ビーエス・アイ Kabushiki-Gaisha Bīesu-Ai?) .
- 1 de diciembre de 2000: BS-i comenzó a transmitir.
- Julio de 2004 - BS-i trasladó su sede de TBS Hoso Kaikan a TBS Broadcast Center 15th fl.
- 30 de septiembre de 2005: BS-i cerró la transmisión de radio por satélite.
- 1 de abril de 2009: BS-i, Incorporated pasó a llamarse BS-TBS, Incorporated.

## Programas
- Programas generales 
  - Varios programas emitidos por TBS también se emiten en BS-TBS.
- Programas de anime 
  - El anime producido por BS-TBS es popular entre los fanáticos del anime porque la regulación de la expresión en la transmisión por satélite es más flexible que en la transmisión terrestre.
  - En TBS, para ajustar el tamaño, la mayoría del anime 16: 9 se recorta a la izquierda y a la derecha. Se transmiten en BS-TBS en su forma original. 
    - Estos son programas de anime transmitidos exclusivamente en BS-TBS: 
      - AIR
      - Cyber Team in Akihabara
      - Eikoku Koi Monogatari Emma
      - Kore ga Watashi no Goshūjin-sama
      - Kanon
      - Chitchana Yukitsukai Shugā
      - Mahoromatic
      - Popotan
      - Kono Minikuku mo Utsukushii Sekai
      - Yumeria

    - Estos son programas de anime transmitidos tanto en TBS como en BS-TBS: 
      - Aa! Megami-sama
      - Bincho-tan
      - Black Cat
      - Chobits
      - Heat Guy J
      - Ichigo Mashimaro
      - Bōkyaku no Senritsu
      - REC
      - Rozen Maiden
      - Rozen Maiden Traumend
      - CLANNAD
      - CLANNAD -After Story-
      - Shingetsutan Tsukihime
      - ¡K-On!
      - Sankarea
      - Acchi Kocchi